# Jean-Baptiste Mengal
Pour les articles homonymes, voir Mengal.
Jean-Baptiste Mengal est un corniste et compositeur né le 3 mai 1796 à Gand et mort le 19 décembre 1878 à Paris. 

## Biographie
Jean-Baptiste Mengal naît le 3 mai 1796 à Gand,.      
Élève de Heinrich Domnich, il obtient en 1814 un 1er prix de cor au Conservatoire de Paris et fait toute sa carrière en France,.  
Comme musicien, il entre à l'orchestre du Théâtre-Italien puis devient cor solo de l'Orchestre de l'Opéra de Paris en 1820.  
Mengal est également membre de la Société des Concerts du Conservatoire et se produit régulièrement en concert lors de séances de musique de chambre. Dans ce cadre, il est l'un des dédicataires du Quintette à vent, op. 81 (1854), de George Onslow.  
Comme compositeur, il est l'auteur de diverses œuvres pour son instrument, notamment des solos, duos et fantaisies.  
Jean-Baptiste Mengal meurt le 19 décembre 1878 à Paris,.
Il est le frère Martin-Joseph Mengal, dit aussi « Mengal aîné », également corniste et compositeur,.